# Jean-Luc Mélenchon

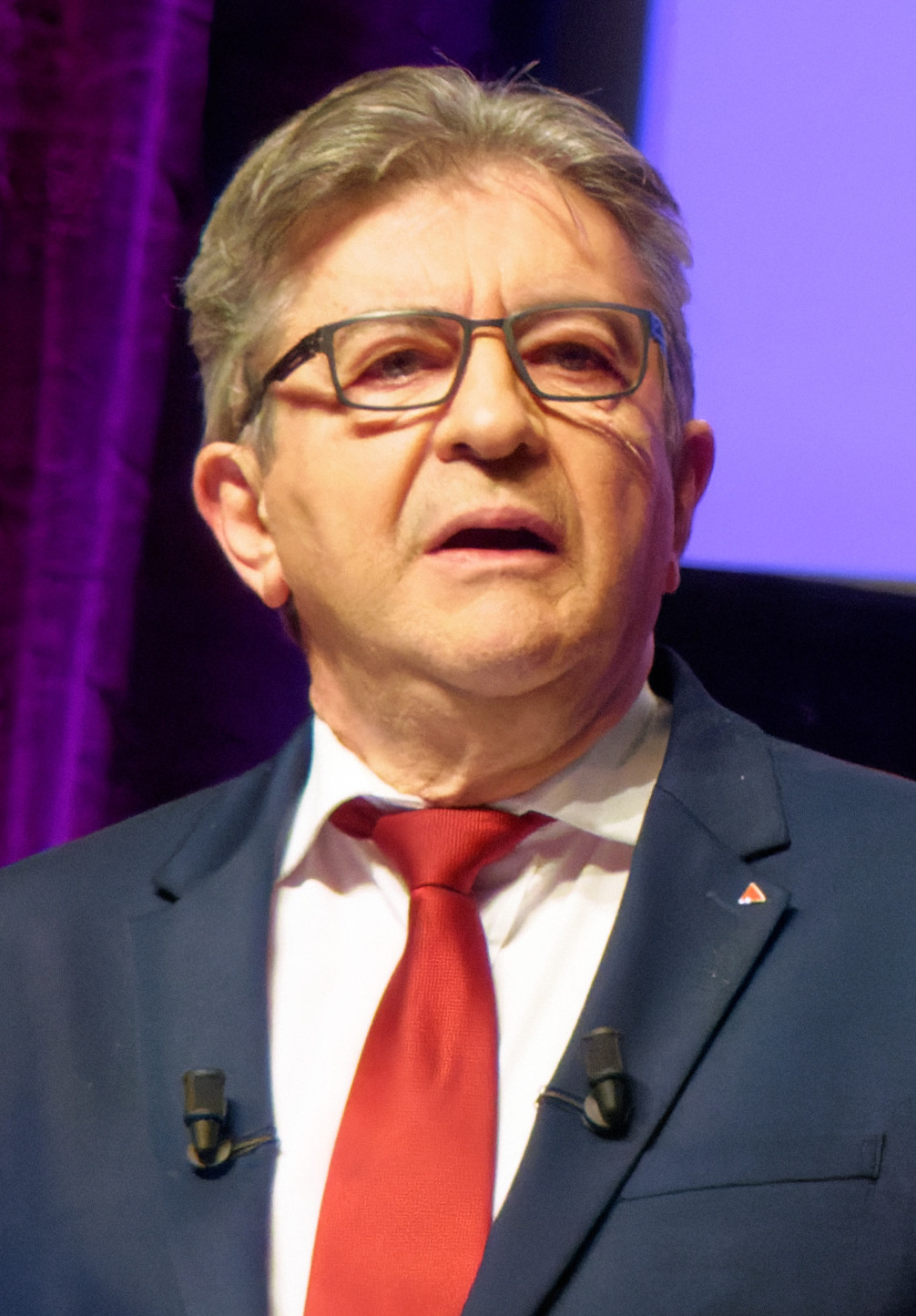
Jean-Luc Mélenchon (2022)

Jean-Luc Mélenchon [ʒɑ̃ lyk melɑ̃ʃɔ̃] (* 19. August 1951 in Tanger) ist ein französischer Politiker der Linken. Er gehört der Partei La France insoumise (LFI) an, die er selbst gründete und der er mehrere Jahre lang vorstand. Er ist für populistisch-radikale Reden und als vehementer Gegner des Staatspräsidenten Emmanuel Macron bekannt, gilt als Vertreter einer linksradikalen Sozial- und Wirtschaftspolitik, als Gegner der Europäischen Union und strebt den Austritt Frankreichs aus der NATO an. Mélenchon, der aus dem gewerkschaftlichen Spektrum kommt, begann seine politische Karriere in der Parti socialiste (PS), aus der er 2008 austrat. Danach war er Gründer und bis 2014 Vorsitzender der Parti de Gauche. Mit Unterstützung des Wahlbündnisses Front de gauche kandidierte er bei der Präsidentschaftswahl 2012. Bei den Präsidentschaftswahlen 2017 und 2022 trat er erneut an. Er war ab 1986 langjähriges Mitglied des Senats sowie von 2017 bis 2022 Abgeordneter in der französischen Nationalversammlung; bei der Parlamentswahl 2022 trat er nicht mehr an.
Mélenchon gründete am 1. Mai 2022 für die Parlamentswahl im Juni 2022 das Wahlbündnis Nouvelle union populaire écologique et sociale (NUPES), bestehend im Wesentlichen aus den Parteien LFI, PS, Europe Écologie Les Verts, Parti communiste français und Génération.s. Nachfolger der NUPES wurde 2024 der Nouveau Front populaire (NFP), an dem Mélenchons Partei erneut beteiligt war.

## Werdegang

### Anfänge und Engagement in der Sozialistischen Partei
Jean-Luc Mélenchon wurde in Tanger geboren, das damals zur internationalisierten Zone im Norden Marokkos gehörte. Seine Mutter war Grundschullehrerin, sein Vater Angestellter des Fernmeldedienstes und Pied-noir. 1962, als der Algerienkrieg endete, verließ die Familie Nordafrika und ließ sich in Frankreich nieder. Bereits als Schüler im Lycée in Lons-le-Saunier war Mélenchon im Mai 1968 politisch aktiv. Anschließend engagierte er sich im Studentenverband Union nationale des étudiants de France (UNEF) und in der trotzkistischen Organisation communiste internationaliste (OCI). Als Leiter der OCI in Besançon setzte er sich für deren Sache im ganzen Département Jura ein.
Mélenchon studierte an der Universität der Franche-Comté in Besançon lettres modernes (moderne Sprachen und Literatur) sowie Philosophie und schloss 1972 in beiden Fächern mit einer Licence ab. 1974 wurde Mélenchons einzige Tochter geboren. Im selben Jahr wurde er Mitglied des bureau national der trotzkistisch-lambertistischen Studentengewerkschaft UNEF – unité syndicale, die sich von der UNEF abgespalten hatte. 1975 gewann seine Liste bei der Wahl zum Studentenwerk (Crous). Nach Bestehen der Lehramtsprüfung CAPES wurde er 1976 Französischlehrer an einem beruflichen Gymnasium (lycée technique) in Lons-le-Saunier.
1977 trat er in die von François Mitterrand geleitete sozialistische Partei (Parti socialiste, PS) ein. In dieser Zeit wurde er vom politischen Aktivisten zum Berufspolitiker, insbesondere als enger Mitarbeiter des Bürgermeisters von Massy, Claude Germon, der auch Mitglied des Exekutivkomitees des PS war. 1981 wurde Mélenchon als Vertreter des mitterrandistischen Parteiflügels Erster Sekretär des PS im Département Essonne. 1983 wurde er in den Stadtrat von Massy gewählt und 1989 stellvertretender Bürgermeister der Stadt. Seit 1985 war er Abgeordneter im Generalrat des Départements und von 1998 bis 2000 dessen Vizepräsident.
Auf nationaler Ebene war Mélenchon von 1986 bis 2010 mit Unterbrechungen Mitglied des französischen Senats für das Département Essonne. Von März 2000 bis Mai 2002 war er Minister für Berufsbildung im Kabinett Jospin. Gemeinsam mit Henri Emmanuelli vertrat Mélenchon die linkssozialistische Strömung Nouveau Monde innerhalb des PS. Obwohl sich die Partei in einer Urabstimmung für ein Ja zur europäischen Verfassung ausgesprochen hatte, betrieb Mélenchon Wahlkampf für ein Nein beim französischen Referendum über die Verfassung 2005.

### Abschied von der Sozialistischen Partei

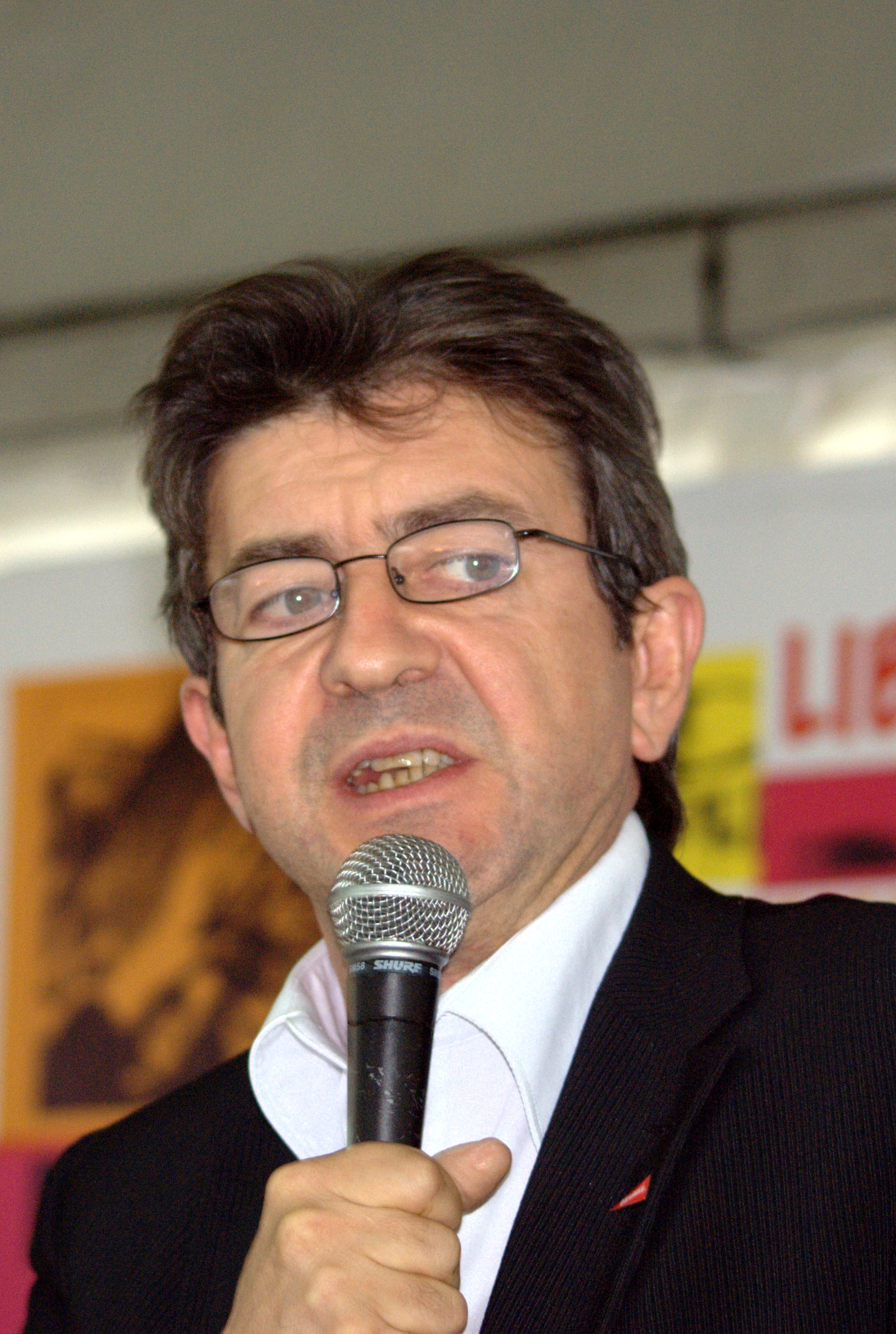
Jean-Luc Mélenchon (2008)

Im Jahr 2008 trat Mélenchon aus dem PS aus, als Ségolène Royal in einer Probeabstimmung um das Parteipräsidium den ersten Platz erreichte. Er warf Royal vor, einen „Rechtskurs“ zu verfolgen, und kündigte an, eine neue linke Sammlungspartei, Parti de Gauche („Linkspartei“), zu gründen.
Bei der Europawahl in Frankreich 2009 war er Spitzenkandidat der neu gegründeten Partei im Wahlkreis Sud-Ouest und zog als Abgeordneter in das Europäische Parlament ein. Mélenchon saß in der Konföderalen Fraktion der Vereinigten Europäischen Linken/Nordische Grüne Linke (GUE/NGL) und war von 2009 bis 2011 stellvertretender Vorsitzender des Ausschusses für auswärtige Angelegenheiten. Er war bei Abstimmungen im Parlament relativ häufig abwesend
und wurde dafür kritisiert.
Bei der Europawahl 2014 wurde er erneut ins Europäische Parlament gewählt.

### Präsidentschaftskandidaturen 2012 und 2017
Bei der Präsidentschaftswahl 2012 trat er als Kandidat an. Sein Wahlkampf fand in Medien und Öffentlichkeit starke Beachtung.
Im ersten Wahlgang erreichte er rund elf Prozent der Stimmen und damit den vierten Platz. Für die Stichwahl zwischen den Kandidaten François Hollande und Nicolas Sarkozy sprach er eine Wahlempfehlung für Hollande aus.
Bei der kurz nach der Präsidentschaftswahl stattfindenden Wahl zur Nationalversammlung trat er im Wahlkreis Hénin-Beaumont im Pas-de-Calais zur Wahl an, einer Hochburg des rechtsradikalen Front National (FN), um nach eigenen Worten der ebenfalls dort kandidierenden Anführerin des FN, Marine Le Pen, „den Weg zu versperren“. Mélenchon kam im ersten Wahlgang auf 21,5 % der Stimmen. Als Drittplatzierter hinter dem sozialistischen Kandidaten Philippe Kemel (23,7 %) und Marine Le Pen (42,3 %) verfehlte er damit den zweiten Wahlgang. In diesem unterstützte er den sozialistischen Kandidaten, der die Wahl knapp gewann.
Während der Präsidentschaft Hollandes kritisierte Mélenchon dessen Politik mehrfach als „zu rechts“.
Am 10. Februar 2016 kündigte Mélenchon in den Abendnachrichten des Fernsehsenders TF1 an, im Präsidentschaftswahlkampf 2017 als parteiunabhängiger Kandidat antreten zu wollen. Die Ankündigung überraschte insofern, als sie mit Mélenchons Bündnispartnern von der Kommunistischen Partei (PCF) nach deren Angaben nicht abgestimmt war. Die PCF strebte eine Vorwahl („primaire“) unter Teilnahme aller linken Parteien an; seine Ablehnung dieses Vorhabens hatte Mélenchon allerdings bereits zuvor deutlich gemacht. Der Sozialist Arnaud Montebourg sprach sich für ein derartiges Linksbündnis in Frankreich aus. Daraufhin erklärte die PCF, bei der Präsidentschaftswahl nicht mehr Mélenchon unterstützen zu wollen. Dies wurde als Bereitschaft der PCF interpretiert, Montebourg als gemeinsamen Präsidentschaftskandidaten zu unterstützen.
Am 11. März 2017 gab Mélenchon bekannt, die zur Wahlzulassung erforderlichen 500 unterstützenden Unterschriften gewählter politischer Amtsträger erlangt zu haben. Am 20. März 2017 nahm er als einer der fünf in Meinungsumfragen als am aussichtsreichsten bewerteten Präsidentschaftskandidaten an einer Fernsehdebatte teil, ebenso an einer zweiten Debatte mit allen elf Kandidaten, die am 4. April stattfand. Eine von France 2 für den 20. April, d. h. wenige Tage vor dem ersten Wahlgang, geplante weitere Fernsehrunde lehnten sowohl Mélenchon als auch Emmanuel Macron ab, worauf der Sender die Debatte absagte.
Drei Tage vor der Wahl wurde eine Sendung mit neuem Format (ohne Debatte) gesendet: Zunächst wurden die elf Kandidaten je 15 Minuten interviewt; danach hatte jeder Kandidat zweieinhalb Minuten Zeit für ein zusammenfassendes Statement.
Mélenchon erhielt am 23. April 2017 im ersten Wahlgang 7.059.951 Stimmen (19,58 %) und erreichte damit den 4. Platz unter elf Kandidaten, hinter Fillon (20,01 %), Le Pen (21,30 %) und Macron (24,01 %). Macron und Le Pen stellten sich damit der Stichwahl der beiden Bestplatzierten am 7. Mai 2017.
Am Tag nach dem ersten Wahlgang sprach Mélenchon keine Wahlempfehlung für die Stichwahl aus, anders als im Präsidentschaftswahlkampf 2012 oder 2002, als die beiden Bestplatzierten, Jacques Chirac und Jean-Marie Le Pen, aus dem rechten Lager kamen und Mélenchon in der Stichwahl Chirac empfahl.

### Nach der Präsidentschaftskandidatur 2017
Bei den auf die Präsidentschaftswahlen folgenden Parlamentswahlen im Juni 2017 warb Melenchon mit seiner Partei für Schaffung einer linken Opposition unter seiner Führung. Auf dieser Plattform errang La France insoumise 17 Abgeordnete. Mélenchon selbst wurde im zweiten Wahlgang in Marseille als Abgeordneter in die französische Nationalversammlung gewählt; aus diesem Anlass musste er von seinem Mandat im Europaparlament zur Vermeidung von Ämterhäufung zurücktreten.
Bei der Europawahl 2019 erhielt seine Partei mit Manon Aubry als Spitzenkandidatin 6,3 % der Stimmen und errang sechs Europamandate. Dies galt als ein enttäuschendes Ergebnis; Mélenchon geriet für seine politischen Positionen und seinen Führungsstil parteiintern in die Kritik und erwog öffentlich einen zeitweiligen Rückzug aus der Politik. Doch folgte diesen Worten keine Tat.
Seine Partei regiert Mélenchon autoritär. Mehrere bekannte LFI-Abgeordnete, die Mélenchon widersprochen hatten, wurden aus der Partei ausgeschlossen oder bei den folgenden Wahlen nicht mehr als Kandidaten aufgestellt.
Am 9. Dezember 2019 wurde Mélenchon von einem Gericht in Bobigny bei Paris wegen Widerstands gegen die Staatsgewalt („rébellion“), Provokation und der Einschüchterung von Amtspersonen zu einer dreimonatigen Bewährungsstrafe sowie einer Geldstrafe von 8000 Euro verurteilt. Das Gericht sah es als erwiesen an, dass Mélenchon Antikorruptionsermittler, die die Zentrale seiner Partei durchsuchen sollten, bedroht und körperlich angegriffen habe. Grund der Durchsuchung waren LFI-Abgeordneten vorgeworfene Scheinbeschäftigungen sowie Mélenchon selbst zur Last gelegte finanzielle Unregelmäßigkeiten in der Präsidentschaftswahlkampagne von 2017. Mélenchon sprach von einem „politischen Prozess“.
Ebenfalls im Dezember 2019 sorgte ein Blog-Beitrag Mélenchons für Aufsehen. Darin führte er die Niederlage des Labour-Kandidaten Jeremy Corbyn bei der britischen Unterhauswahl 2019 auf dessen Reaktion auf Antisemitismusvorwürfe zurück. Corbyn habe sich entschuldigend geäußert und dadurch Schwäche gezeigt. Die Vorwürfe seien eine Kampagne des britischen Oberrabbiners und der rechtsgerichteten israelischen Partei Likud gewesen. Der jüdischen Dachorganisation in Frankreich, Conseil représentatif des institutions juives de France (CRIF), warf Mélenchon im gleichen Blog-Beitrag ein „arrogantes und sektiererisches Diktat“ vor, vor dem man nicht einfach in den Staub fallen dürfe. Der CRIF erklärte daraufhin, die Äußerungen Mélenchons erinnerten an „Vichy-Rhetorik über die jüdische Weltverschwörung“. Französische Politiker verurteilten Mélenchons Äußerungen.
Während des Israel-Gaza-Konflikts 2021 behauptete Mélenchon auf Twitter, Frankreich sei „das einzige Land der Welt, in dem alle Demonstrationen zur Unterstützung der Palästinenser und zum Protest gegen die rechtsextreme israelische Regierung verboten sind! Dies offensichtlich mit dem einzigen Zweck, Vorfälle zu provozieren und in der Lage zu sein, das dann zu stigmatisieren“. Im Hörfunkprogramm France Inter sagte er Anfang Juni 2021, ein oligarchisches System versuche überall auf der Welt, demokratische Wahlen zu manipulieren und „kleine Macrons“ als Präsidenten zu installieren. Diese Kreise instrumentalisierten sogar islamistischen Terrorismus. Attentate vor wichtigen Wahlen, so Mélenchon, seien kein Zufall; als Beispiel nannte er die Anschlagsserie in Midi-Pyrénées 2012 und den Anschlag in Paris am 20. April 2017. Der Bürgermeister von Toulouse, Jean-Luc Moudenc, nannte diese Einlassungen Mélenchons „extrem bösartig“; Opferangehörige und deren Anwälte bezeichneten sie als „unerträglich“ und warfen Mélenchon vor, sich Verschwörungsmythen zu eigen zu machen.

### Präsidentschafts- und Parlamentswahlen 2022
Im ersten Wahlgang der Präsidentschaftswahl am 10. April 2022 erhielt Mélenchon 21,7 % der Stimmen. Er erreichte damit den dritten Platz hinter dem Amtsinhaber, Emmanuel Macron (27,4 %), und der Rechtspopulistin Marine Le Pen (24,0 %) und verfehlte so die Stichwahl. Seine Anhänger rief er auf, in der Stichwahl nicht Le Pen zu wählen; eine Wahlempfehlung für Macron gab er nicht ab.
Danach war es Mélenchons erklärtes Ziel, bei den Parlamentswahlen im Juni eine Mehrheit der Sitze zu gewinnen und französischer Premierminister zu werden. Hintergrund waren Umfragen, denen zufolge 42 Prozent derer, die bei der Präsidentenwahl für Macron gestimmt hatten, dies vor allem taten, weil sie Marine Le Pen und deren Partei Rassemblement National den Zugang zur Macht versperren wollten, und nicht, weil sie Macron für den idealen Kandidaten hielten. 61 Prozent der Franzosen wünschten in den Tagen nach Macrons Sieg, die Mehrheit der am 12. und 19. Juni 2022 zu wählenden Volksvertreter in der Nationalversammlung möge aus Gegnern Macrons bestehen; demnach bevorzugte die Mehrheit der Franzosen eine erneute Cohabitation, wie sie bereits in mehreren Phasen zwischen 1986 und 2002 bestanden hatte. Im ersten Wahlgang der Parlamentswahl lag Mélenchons Linksbündnis NUPES (Nouvelle union populaire écologique et sociale aus La France insoumise, Sozialisten, Grünen und Kommunisten) mit dem Macron-Lager (Wahlbündnis Ensemble aus LREM, MoDem, Horizons, Agir) fast gleichauf. NUPES erhielt 25,66 %, Ensemble 25,75 % der abgegebenen Stimmen.
Mélenchon trat aber selbst nicht mehr in seinem Wahlkreis in Marseille an, diesen gewann Manuel Bompard von NUPES im zweiten Wahlgang. Entsprechend schied er im Juni 2022 aus der französischen Nationalversammlung aus.

## Politische Positionen

### Innenpolitik
Mélenchon zählte 2013 zu den schärfsten französischen Kritikern einer marktwirtschaftlich orientierten Spar- und Reformpolitik, als deren europäischer Vorreiter die damalige Bundesregierung (Kabinett Merkel II) galt. Im Präsidentschaftswahlkampf 2017 kündigte Mélenchon an, im Fall seines Wahlsiegs die europäischen Verträge vollständig neu zu verhandeln und den Stabilitäts- und Wachstumspakt abzuschaffen. Falls diese Verhandlungen scheitern sollten, werde Frankreich unter seiner Führung die Europäische Währungsunion oder nach einem Referendum gleich die Europäische Union verlassen. Die Europäische Zentralbank solle ihre Unabhängigkeit verlieren.
Der Mindestlohn soll nach Mélenchons Wahlprogramm von monatlich 1480 Euro brutto auf 1700 Euro erhöht werden. Die Wochenarbeitszeit soll auf 32 Stunden verringert werden, der Jahresurlaub für Arbeitnehmer um eine Woche auf sechs Wochen verlängert. Die gesetzliche Krankenversicherung soll alle Gesundheitskosten zu 100 % erstatten. Die privaten Zusatzversicherungen (Mutuelles) sollen aufgelöst und in die staatliche Krankenversicherung integriert werden. Zum Ende seiner Amtszeit soll es keine Obdachlosen mehr geben. Arbeitnehmer sollen nach 40 Jahren Einzahlung in die Sozialsysteme mit 60 Jahren in Rente gehen können.
Unternehmen will Mélenchon verbieten, Mitarbeiter aus „börsenbedingten“ Gründen zu entlassen. Wichtige Großunternehmen sollen verstaatlicht werden, darunter der Stromversorger Électricité de France, der Energiekonzern Engie, bestimmte Branchen des Herstellers von Transport- und Energiesystemen Alstom und des Energieanlagenkonzerns Areva sowie die Werft STX France.
Mélenchon wollte außerdem 200.000 neue Beamtenstellen schaffen, darunter 60.000 für Lehrer und 10.000 für Polizisten und Gendarmen. Die Progression der Einkommensteuer wollte Mélenchon verstärken; ab einem Jahreseinkommen von 400.000 Euro sollte ein Einkommensteuersatz von 90 % gelten. Die Vermögensteuer sollte nach Mélenchons Vorstellungen erhöht, die Unternehmenssteuern hingegen gesenkt werden.
Mélenchon wollte den Atomausstieg und bis 2050 eine 100-prozentige Versorgung des Landes mit erneuerbaren Energien erreichen. Eine „grüne Regel“ sollte verbieten, der Natur nicht erneuerbare Ressourcen zu entnehmen. Bestimmte als umweltschädlich angesehene Großprojekte wie der geplante Flughafen in Notre-Dame-des-Landes und das Endlager für Nuklearabfälle in Bure wollte Mélenchon aufgeben.
Den französischen Staat und dessen Verfassung wollte Mélenchon grundlegend umbauen und die von ihm als „präsidiale Monarchie“ bezeichnete Fünfte Französische Republik, die nach seinen Worten als „Oligarchie“ von einer „Kaste“ beherrscht werde, durch eine 6. Republik ersetzen, zu der er nach seiner Wahl zum Präsidenten und den anschließenden Parlamentswahlen eine verfassunggebende Versammlung einberufen will. In dieser soll kein einziger Abgeordneter der Parlamentskammern der Fünften Republik Mitglied sein. Die ausgearbeitete Verfassung sollte dem Volk per Referendum zur Annahme vorgelegt werden. Die von Mélenchon angestrebte neue Republik sollte ein Zweikammerparlament haben mit einer durch Proportionalwahl gewählten Kammer sowie einer Assemblée de l’intervention populaire et du long terme (deutsch etwa: Versammlung der Volksintervention und für Langzeitfragen), die sich zu sozialen und ökologischen Folgen von Gesetzesvorhaben äußern soll. Die Judikative sollte dem Parlament untergeordnet sein. Lobbyisten soll der Einzug ins Parlament verboten werden. Parlamentsabgeordnete sollten per Volksabstimmung abberufen werden können; wer wegen Korruption verurteilt worden ist, soll auf Lebenszeit unwählbar werden.
Weiterhin strebte Mélenchon für die französischen Überseegebiete eine Mitgliedschaft des Landes in dem auf Initiative von Hugo Chávez von Venezuela und Kuba gegründeten Bündnis Bolivarianische Allianz für Amerika an, was ihm scharfe Kritik einbrachte. Sympathien für die sozialistischen Regierungen und Führungspersönlichkeiten der beiden lateinamerikanischen Länder hatte Mélenchon schon zuvor geäußert. So hatte er nach dem Tode Fidel Castros eine Demonstration in der Pariser Innenstadt einberufen, auf der er Castro und sein Regime rühmte. Daraufhin warf ihm unter anderem der Philosoph Michel Onfray vor, vollständig die Augen vor dem Umstand zu verschließen, dass Kuba eine Diktatur ist und Castro „wie ein Prinz aus einer Erdöl-Monarchie gelebt“ habe.
Auch Laurent Berger, Vorsitzender des Gewerkschaftsbundes CFDT, kritisierte Mélenchon für dessen „ziemlich totalitäre Vision“ und Bewunderung für das chavistische Venezuela. Er selbst teile „so gut wie keine“ Position mit Mélenchon.
Mélenchon kritisierte Präsident Macron im Juli 2017 dafür, dass dieser Frankreichs Mitverantwortung für den Holocaust anerkannt hat. Mélenchon vertritt die Ansicht, das Vichy-Regime, das aktiv an der Judenverfolgung beteiligt war, sei kein legitimer Repräsentant der französischen Nation gewesen, und Frankreich könne daher nicht für die Taten des Regimes verantwortlich sein.
Vor dem Marsch gegen Antisemitismus in Paris im November 2023 als Reaktion auf den Anstieg antisemitischer Taten in Frankreich schrieb Mélenchon auf der Plattform X, dies sei die „Demo derjenigen, die das Massaker in Gaza ohne Wenn und Aber unterstützen“. Daher werde seine Partei La France insoumise nicht mitdemonstrieren; stattdessen meldete er eine Demo gegen den Krieg in Gaza an. Dem Politikwissenschaftler Luc Rouban zufolge versucht Mélenchon sein „Image als Bannerträger der Unterdrückten“ mit Blick auf den muslimischen Bevölkerungsanteil Frankreichs zu stärken.

### Außenpolitik und Stil

#### Deutschland
Mélenchon ist bekannt für seinen unnachgiebigen, polemischen und auch im Zwiegespräch mit Journalisten häufig aggressiven Diskurs. In Deutschland sorgten im Juni 2013 Äußerungen Mélenchons in einem Radiointerview auf France Inter für Aufregung, in denen er spöttische Kritik an den Deutschen übte. Während einer heftigen Fernsehdebatte mit der Unionspolitikerin Ingeborg Gräßle sagte Mélenchon, dass „die Franzosen keine CDU-CSU-Regierung gewählt“ hätten. Nachdem die deutsche Bundeskanzlerin Angela Merkel im Dezember 2014 die bisherigen Reformanstrengungen Frankreichs und Italiens als unzureichend eingestuft hatte, antwortete ihr Mélenchon über Twitter: „Maul zu, Frau #Merkel! Frankreich ist frei.“ Merkel solle sich besser um die Armen in ihrem eigenen Land und die ruinöse Infrastruktur Deutschlands kümmern. Als Merkel dem französischen Staatspräsidenten, François Hollande, anlässlich seines Besuches am 10. Mai 2014 in Stralsund ein Fass mit eingelegten Bismarckheringen schenkte, bezog sich Mélenchon in einem Pamphlet mit dem Titel „Bismarcks Hering – Deutsches Gift“ auf ein Wortspiel im Französischen (« Le hareng de Bismarck – Le poison allemand »), bei dem sich die Wörter poisson (Fisch) und poison (Gift) nur in einem Buchstaben unterscheiden und von Deutschen, die Französisch sprechen, oft verwechselt werden. Die Streitschrift löste eine heftige Diskussion aus. Der populärste Widerspruch kam von der früheren französischen Umweltministerin, Cécile Duflot, die in der Zeitung Libération mit einem offenen Brief an Mélenchon unter dem Titel Deutschland ist nicht unser Feind konterte.
Nach dem griechischen Referendum in der griechischen Staatsschuldenkrise Anfang Juli 2015 sagte Mélenchon, dass für die Verschärfung der Krise in erster Linie die „rechte deutsche Regierung“ verantwortlich sei.

#### Ukraine, NATO und Russland
Nach der Annexion der Krim 2014 kritisierte Mélenchon die Ukraine-Politik der USA und der EU. Das Vorhaben, die NATO-Grenzen näher an Russland zu verschieben, sei inakzeptabel, dumm, verantwortungslos und provokatorisch. Die USA bezeichnete er in diesem Zusammenhang als „nordamerikanische Marionettenspieler“ und Teile der neuen ukrainischen Regierung als „pro-europäische Nazis“. Die damaligen Sanktionen gegen Russland lehnte er ab.
Den Euromaidan 2014 in der Ukraine bezeichnete Mélenchon als einen „Putsch von Abenteurern“. Mélenchon wurde wegen seiner Position zur Ukraine in den Medien vorgeworfen, für Putin Partei zu ergreifen und dessen Propaganda zu übernehmen. Mélenchon antwortete, er habe keine Sympathie für die Regierung unter Putin und bekämpfe aus vielen Gründen (Ökologie, Menschenrechte u. a.) als Sozialist dessen Politik. Wenn er Russe wäre, würde er für die linke Opposition stimmen. Dennoch stehe er, da Nazi-Gruppierungen Teil der Protestierenden seien, dem Euromaidan ablehnend gegenüber. Der französischen Regierung warf er vor, in ihrer Außenpolitik zu sehr auf die USA zu hören.
Russland sei „unser Partner“, so Mélenchon 2018, daher lehne er die NATO ab, die „verrottete Kompromisse in Sachen Bewaffnung“ unterzeichne. Man wolle „kein Europa der Verteidigung, weil wir nicht wissen, gegen wen sich dieses Europa verteidigen soll, wer uns angeblich angreifen möchte“.
Noch kurz vor dem russischen Überfall auf die Ukraine 2022 urteilte er, die USA hätten beschlossen, die NATO mit der Ukraine weiter auszudehnen, und Russland fühle sich vergessen und bedroht. Er verurteilte den Überfall Russlands auf die Ukraine, blieb jedoch bei seinem Vorschlag, mit Frankreich aus der NATO auszutreten.

#### Nahostkonflikt
Im israelisch-palästinensischen Konflikt nimmt Mélenchon vehement für die palästinensische Seite Position. Insbesondere vermied es die von ihm geführte LFI nach dem Terrorangriff der Hamas auf Israel 2023, diesen klar als terroristischen Anschlag zu bezeichnen und zu verurteilen. Vielmehr bezeichnete die Partei in einem offiziellen Kommuniqué den Anschlag als „bewaffneten Angrif der palästinensischen Kräfte, geführt von der Hamas“ (offensive armée de forces palestiniennes menée par le Hamas), der im „Kontext einer Intensivierung der israelischen Besatzungspolitik in Gaza, dem Westjordanland und Ost-Jerusalem“ zu sehen sei. Da Mélenchon auch im Europawahlkampf 2024 den Krieg in Israel und Palästina zu seinem Hauptthema machte, wurde ihm von politischen Beobachtern vorgeworfen, das Thema zu instrumentalisieren, um muslimische bisherige Nichtwähler zur Stimmabgabe für seine Partei zu bewegen, insbesondere auch mit Blick auf die Präsidentschaftswahl 2027. Ein Politologe des Meinungsforschungsinstituts Ipsos bezeichnete Mélenchons diesbezügliche Positionierung als „wohlüberlegte Strategie“.

### Umwelt
Ökologie stand im Mittelpunkt der Präsidentschaftskampagne von Jean-Luc Mélenchon im Jahr 2022. Er trug insbesondere das Projekt der ökologischen Planung vor, eine Idee, die er seit über zehn Jahren vertreten hatte, um künftige Umweltkrisen vorherzusehen. Zu diesem Zweck schlug Jean-Luc Mélenchon die Schaffung eines Rates für ökologische Planung vor, der die Ausarbeitung eines „Planungsgesetzes“ koordinieren sollte, während sein Ministerium für Ökologie parallel dazu die „dringenden Maßnahmen“ umsetzen würde: Verbot von Glyphosat und Neonicotinoiden, Wiedereröffnung der seit 2017 geschlossenen Bahnhöfe, thermische Gebäudesanierung, Verankerung des Prinzips der „grünen Regel“ in der Verfassung, wonach der Natur nicht mehr entnommen wird, als sie in der Lage ist zu geben, Ziel, die CO2-Emissionen bis 2030 um 65 % zu senken und eine jährliche Bilanz zu veröffentlichen.

## Veröffentlichungen (Auswahl)
- Le hareng de Bismarck, Plon, Paris 2015.
- Now, the People! Revolution in the Twenty-First Century, translated by David Broder, Verso, London 2025.